# Borculo
Borculo (en bas saxon : Borklo) est une ville néerlandaise située dans la commune de Berkelland, en province de Gueldre. Traversée par la rivière Berkel, elle est située dans la région de l'Achterhoek, près de la frontière allemande. Lors du recensement de 2017, elle compte 10 660 habitants.

## Histoire
Les premières traces écrites de Borculo remontent au XIIe siècle et décrivent le lieu comme une petite communauté organisée autour d'une chapelle. Elle obtient ses droits de cité en 1375, un document de 1590 les réaffirmant. 
Jusqu'en 1397, la seigneurie appartenait à la famille de Borculo (parfois aussi appelée Borkelo, Borckelo, Borchlo, Burchlo, Burclo). Par le mariage d'Henrica de Borculo avec Gisbert de Bronkhorst en 1360 et la cession de la seigneurie par son oncle Godert de Borculo en 1397 à Gisbert, déjà veuf à cette époque, la famille de Bronkhorst est devenue seigneurs locaux jusqu'à la mort de
Joost van Bronkhorst en 1553. Par sa nièce Irmgarde von Wisch, qui avait épousé le comte George de Limburg-Styrum en 1539, la propriété resta aux mains des comtes de Limburg-Styrum jusqu'en 1721. En 1726, la maison de Limburg-Styrum vendit la seigneurie à Karl Sophronius Philipp von Wartensleben. Les comtes de Wartensleben-Flodorp le revendirent à leur tour aux comtes de Flemming en 1742 (Georg Detlev von Flemming en fut propriétaire de 1742 à 1771). Par héritage, la seigneurie appartint brièvement (de 1771 à 1777) à son gendre, le prince polonais Adam Kazimierz Czartoryski. En 1777, la Maison d'Orange acquiert la seigneurie de Borculo. À ce jour, le titre Heer van Borculo fait partie de la "grote titulatuur", la liste complète des titres des rois hollandais.
Le château des seigneurs de Borculo a été complètement démoli vers 1760 sous le comte Flemming et remplacé par un petit château qui n'a existé que 110 ans. Le 10 août 1925, la ville est frappée par une violente tornade d'un diamètre de près de deux kilomètres, qui cause la mort quatre personnes et endommage 750 maisons, dont 240 sont par la suite détruites car irréparables. Borculo reçoit 2,2 millions de florins pour la réparation des dégâts.
Borculo est une commune indépendante jusqu'au 1er janvier 2005, date à laquelle elle fusionne avec Ruurlo, Eibergen et Neede pour former la nouvelle commune de Berkelland. L'ancien hôtel de ville abrite désormais le Kristalmuseum, un musée consacré à la géologie.

## Galerie

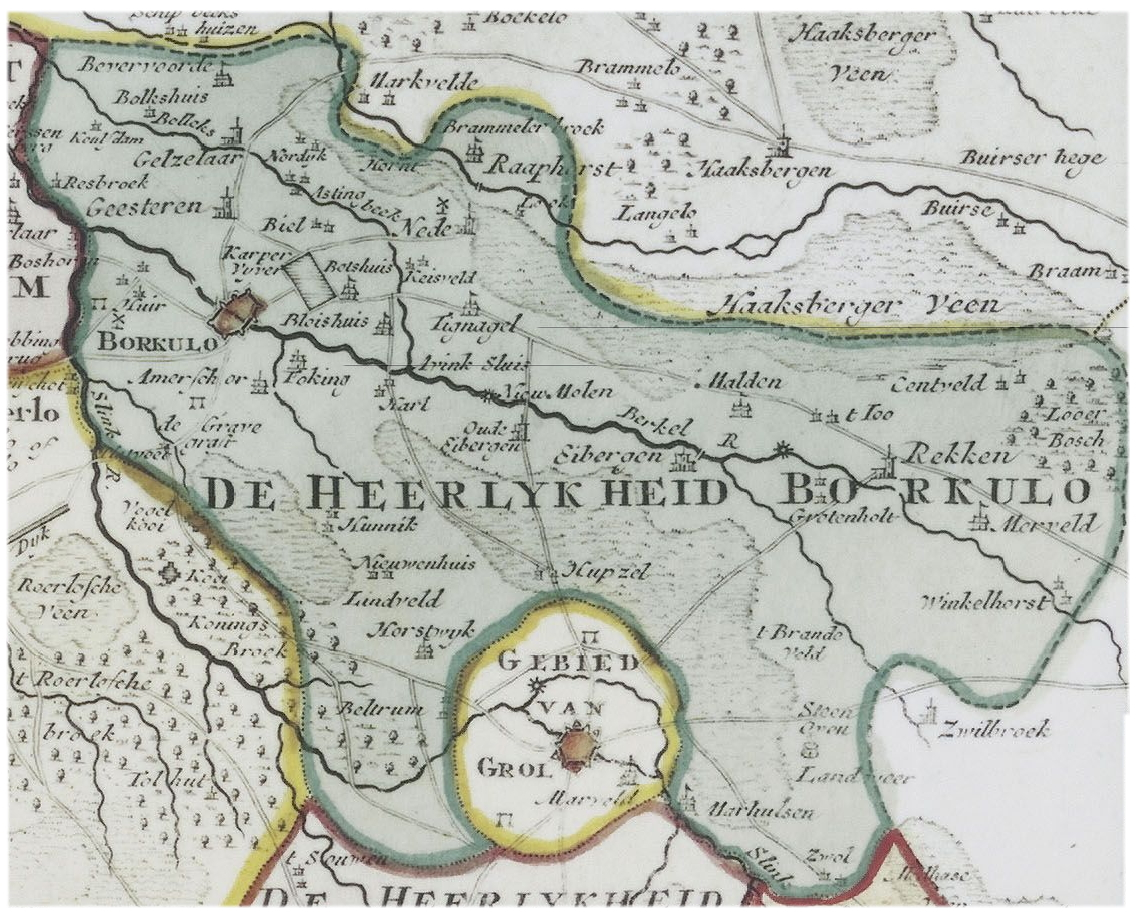
Carte de la seigneurie de Borculo (1741)
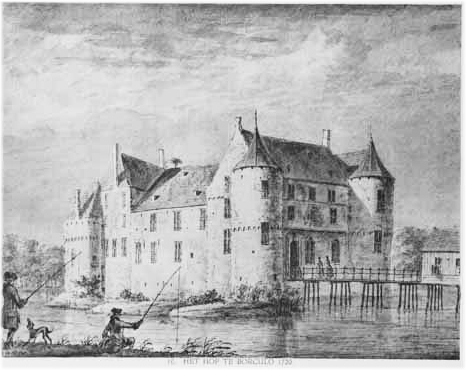
Le Château de Borculo (1720)
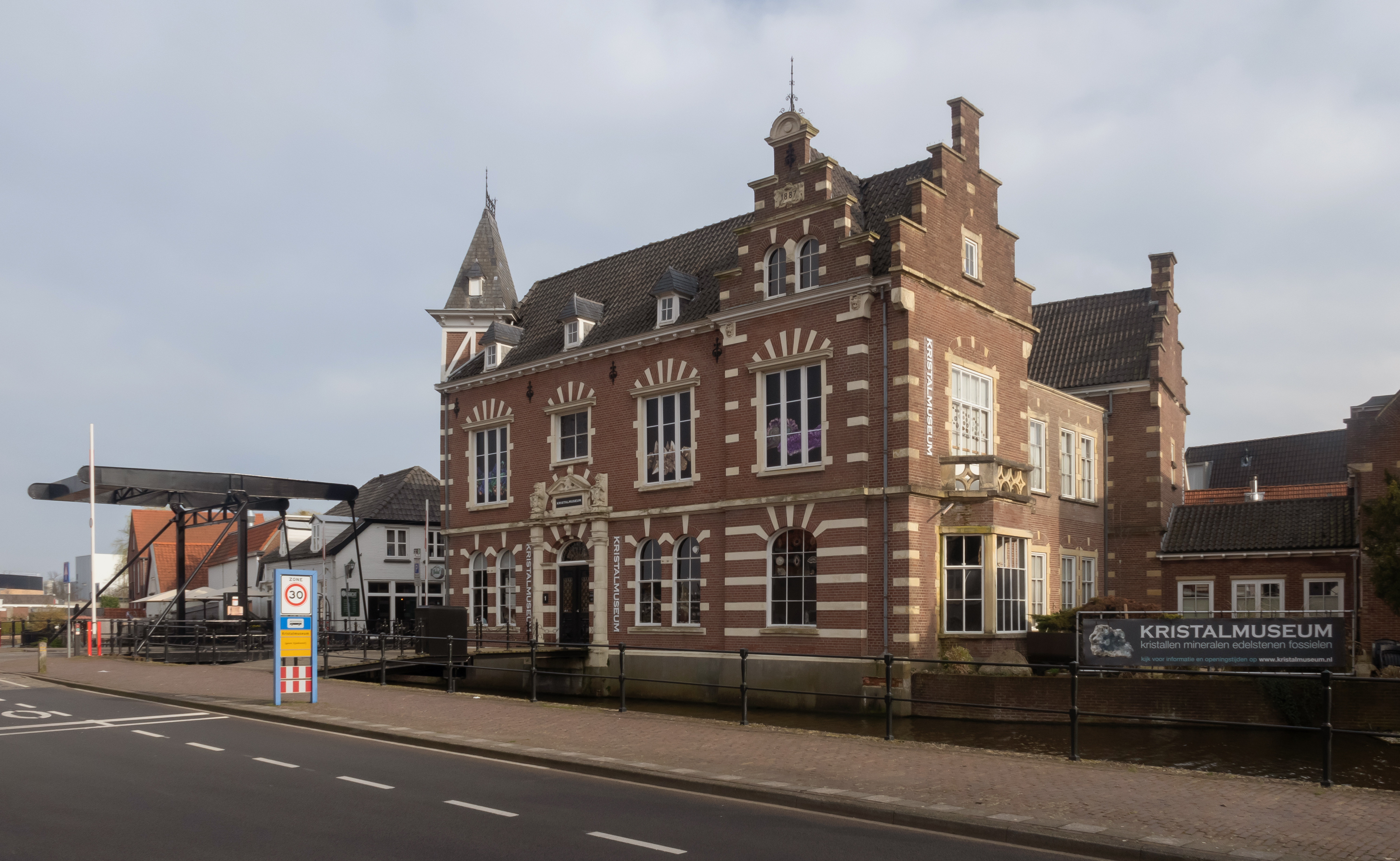
Le musée (Kristalmuseum)
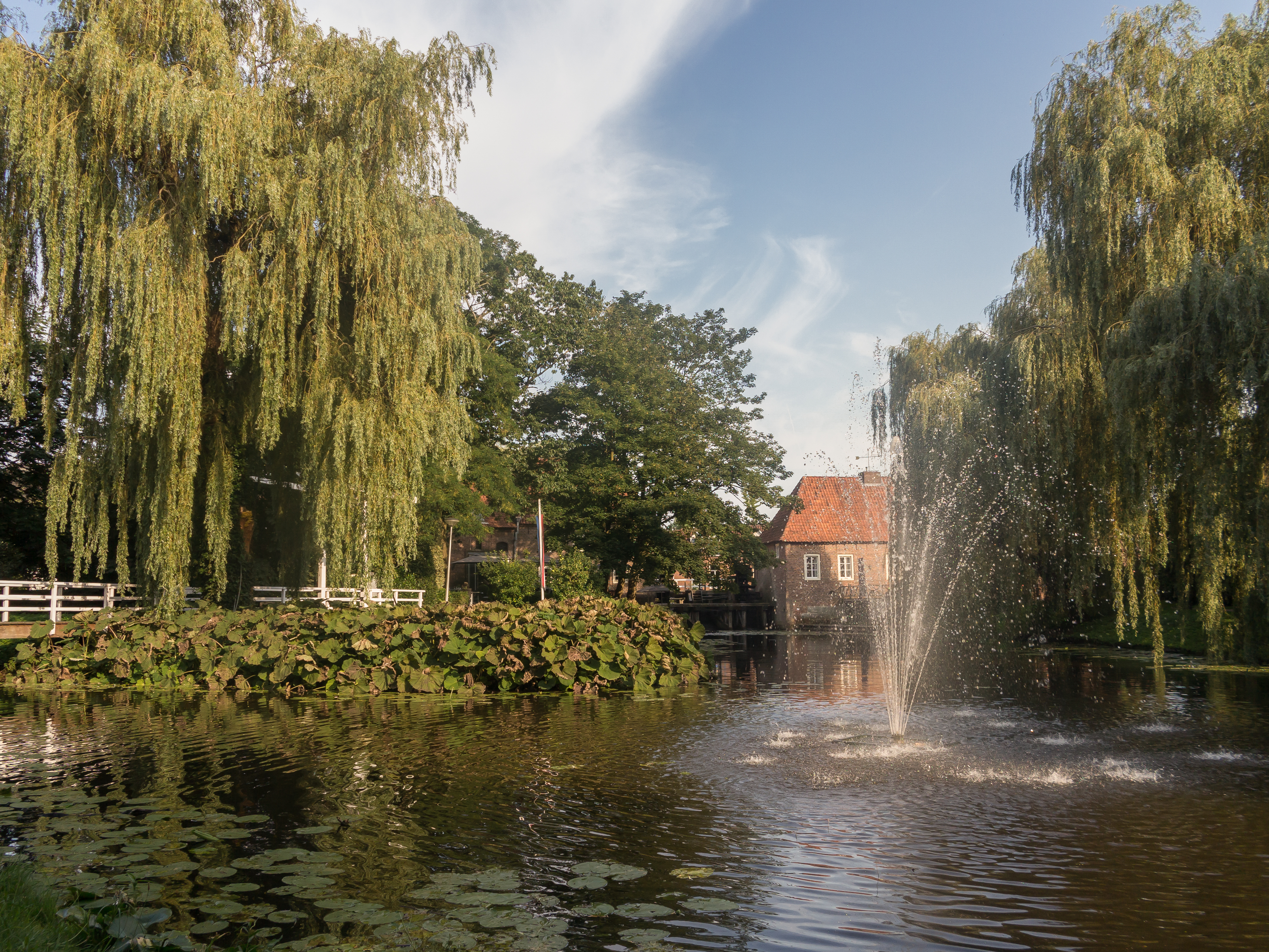
Fontaine dans le centre de Borculo.
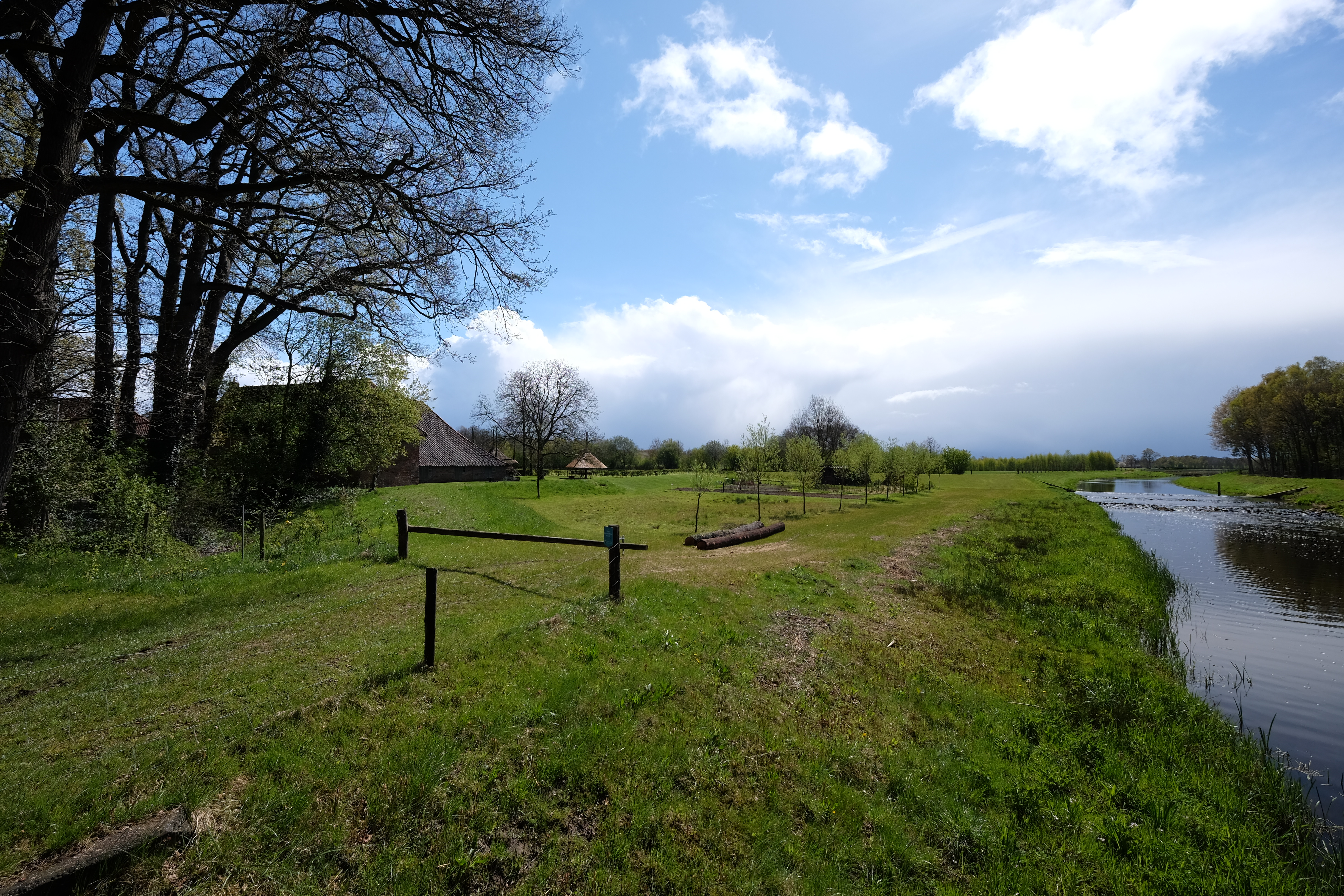
Alentours champêtres.
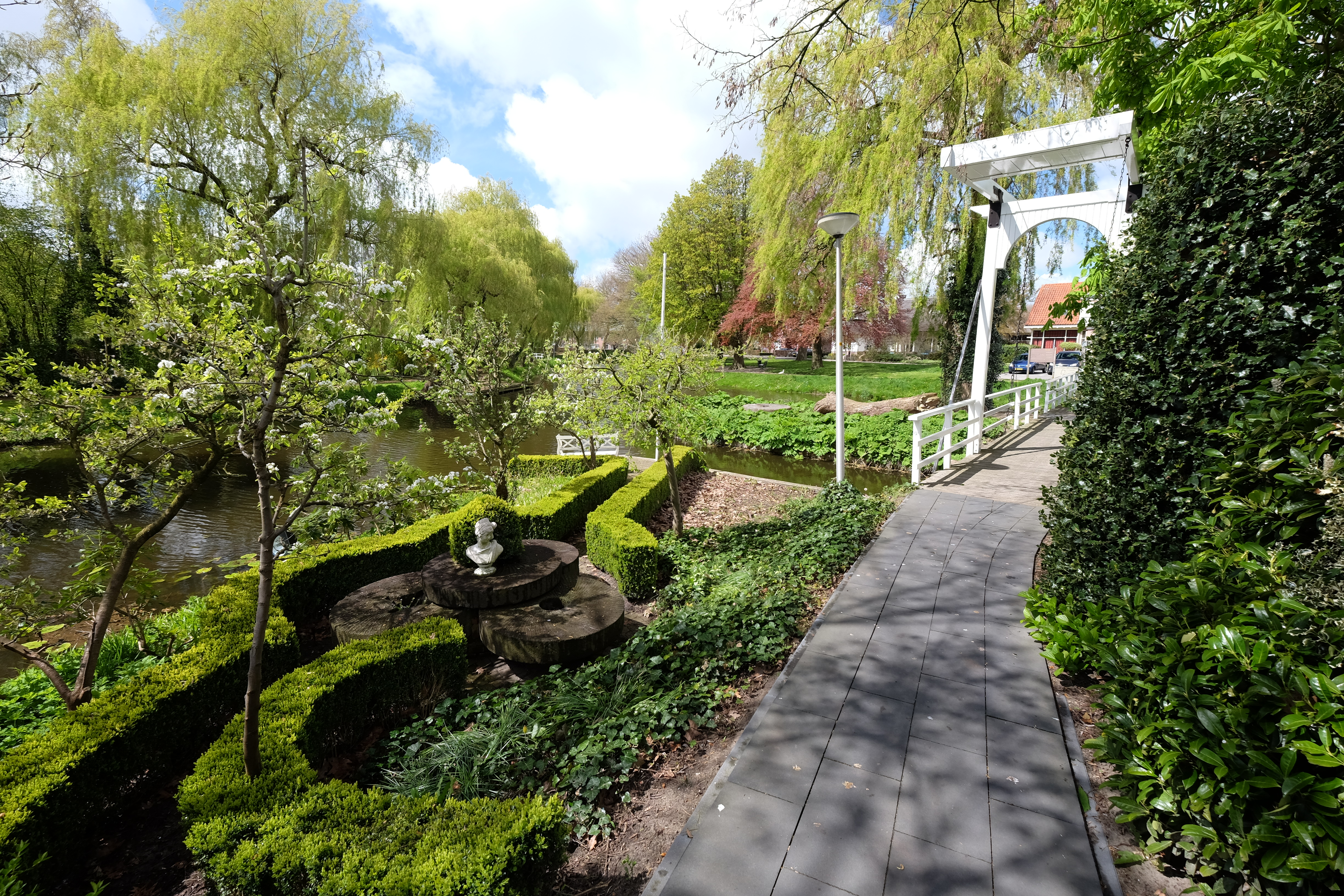
Pont basculant et jardin public.